# Пристава-при-Полховем Градцу
Пристава-при-Полховем Градцу (словен. Pristava pri Polhovem Gradcu) — поселення в общині Доброва-Полхов Градець, Осреднєсловенський регіон, Словенія. 
Висота над рівнем моря: 363,7 м.